# Chiesa di San Barnaba (Mantova)
La chiesa di San Barnaba, intitolata al primo vescovo di Milano, è un luogo di culto cattolico di Mantova; affaccia sulla piccola piazza Bazzani, all'incrocio tra via Giovanni Chiassi e via Carlo Poma.

## Storia

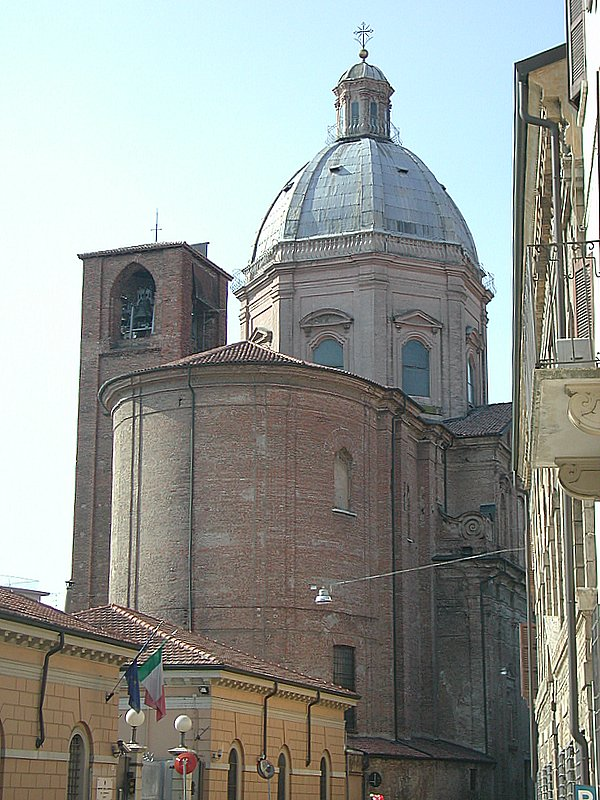
Chiesa di San Barnaba - cupola

La prima chiesa di San Barnaba fu costruita intorno all'anno 1263. Costruito successivamente un attiguo convento, la chiesa fu affidata ai Servi di Maria (Serviti) da Francesco I Gonzaga nel 1397. 
Nel 1546 vi fu sepolto Giulio Romano. La tomba fu profanata e dispersa durante la ristrutturazione conclusasi nel 1737 con il rifacimento della facciata su progetto di Antonio Bibiena. 
Del periodo gotico è rimasto parte del chiostro del convento che fu soppresso nel 1797 e, all'inizio del Novecento, in parte demolito per far posto al carcere della città.

## Descrizione

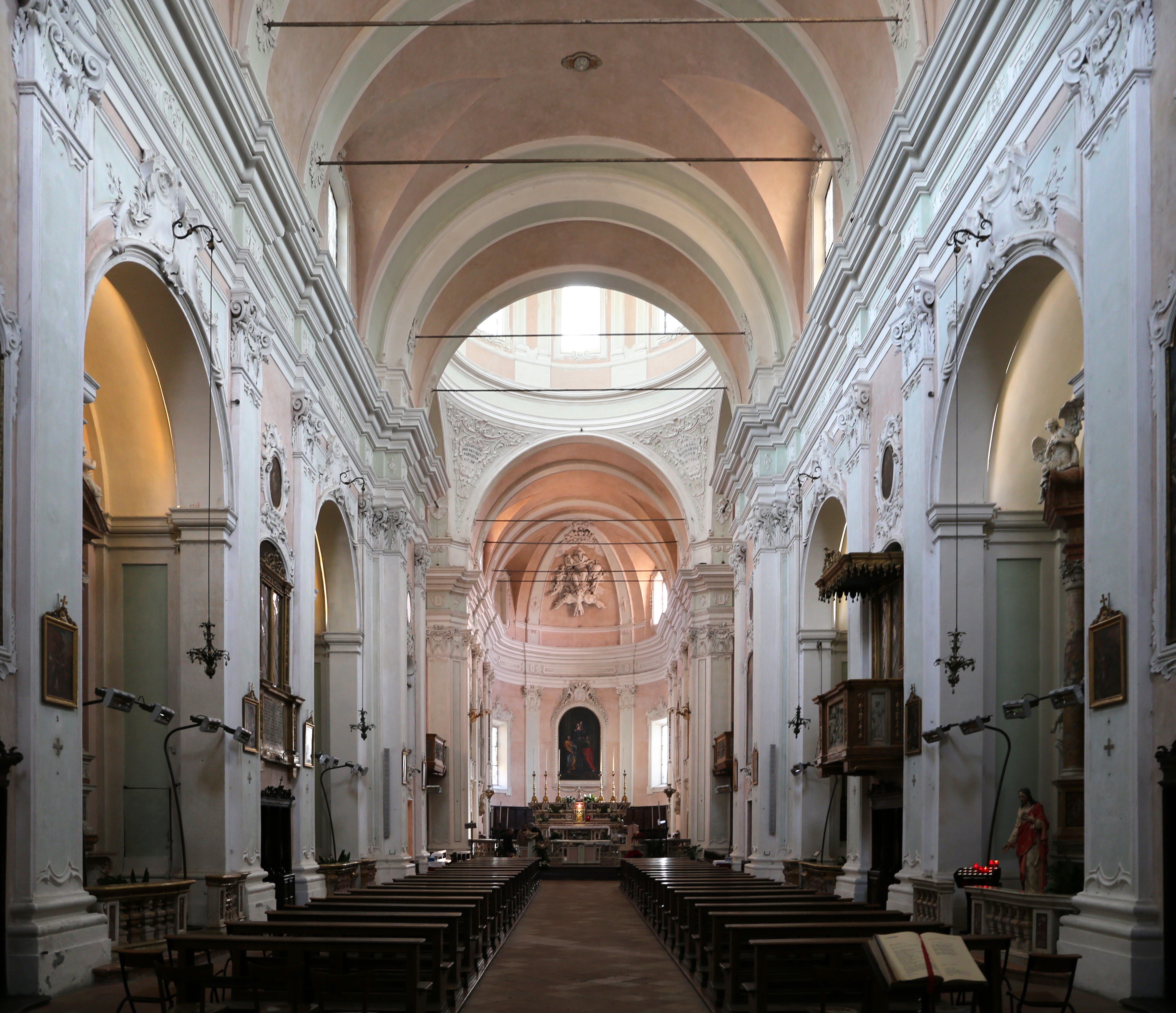
L'interno

L'interno presenta un'unica navata con tre cappelle laterali e una profonda abside. 
Tra i dipinti conservati si segnalano: 
- la  Via Crucis di Giuseppe Bazzani
- sulla parete del presbiterio il Salvator Mundi di Teodoro Ghisi
- la Madonna con Bambino e san Filippo Benizzi (fine Cinquecento) di Bernardino Malpizzi
- la grande tela della Moltiplicazione dei Pani e dei Pesci (1582-1583) di Lorenzo Costa il Giovane
- pala con l'Effigie di san Filippo Benizzi di Giuseppe Orioli (1730)
- Nozze di Cana di Alessandro Maganza (ultimi decenni del XVI sec.)
- la Madonna con Bambino di Girolamo Bonsignori
- la Morte di Santa Giuliana Falconieri di Siro Baroni (1732)[2]
- l'affresco strappato, della fine del Quattrocento, raffigurante la Beata Elisabetta di Mantova (Bartolomea Picenardi).

In chiesa era anche il San Sebastiano di Benedetto Pagni, dipinto nel 1559 per l'altare della famiglia Boldrini ed oggi al Museo Diocesano Francesco Gonzaga.